# Marcabruno
Marcabruno (in provenzale Marcabru(n)pronuncia occitana, marˈkaβɾy; fl. XII secolo) è stato un trovatore occitano originario della Guascogna (forse di Auvillar), di cui ci rimangono 43 componimenti a carattere principalmente satirico, scritti tra il 1130 e il 1150.

## Biografia
Le informazioni biografiche che abbiamo di lui sono attinte da due vidas accluse ai suoi componimenti e raccontano storie diverse, poco attendibili, in quanto entrambe elaborate, evidentemente, su riferimenti contenuti nelle sue poesie". Secondo una delle sue vidas Marcabru fu "figlio di una donna povera di nome Marcabruna, fece cattive poesie e cattive satire, parlando male delle donne e dell'amore".
L'altra sua biografia ci racconta che Marcabru venne abbandonato alla porta di un uomo ricco, e nessuno seppe la sua origine. Allevato da Aldric del Vilar ed educato alla poesia da Cercamon, venne prima chiamato con il nomignolo di Pan-perdut e poi Marcabru dal nome di sua madre. Diventato famoso, i signori di Guascogna, che ingiuriava nelle sue opere, alla fine lo giustiziarono. Come sempre, il tutto tende a basarsi su congetture e sul contenuto ricavato dai testi poetici (uno scambio tra Aldric del Vilar e Marcabru, il cui sodalizio viene messo in dubbio dagli studiosi moderni).
Marcabru appartiene alla prima generazione di trovatori, e visse tra la Provenza e la penisola iberica, sotto la protezione di vari signori, tra i quali Guglielmo X di Aquitania e, probabilmente, Alfonso VII di Castiglia. Sembra che Marcabru avesse viaggiato per la Spagna al seguito di Alfonso Giordano, conte di Tolosa (1120-1130). Nel decennio successivo lo troviamo a svolgere il ruolo di propagandista per la Reconquista. Nel suo famoso componimento, con l'incipit in lingua latina Pax in nomine Domini!, egli definisce la Spagna lavador (lavatore) laddove i cavalieri andrebbero a mondarsi l'anima combattendo gli infedeli.

## Produzione letteraria
A Marcabru vengono attribuite 45 poesie, erudite, spesso difficili, talvolta oscene, dove impiega un linguaggio spesso criptico e una tecnica formale molto elaborata, resa ancora più intricata dall'utilizzo di metafore complesse e rime rare, sfruttando appieno le risorse prosodiche offerte dall'occitano. Con le sue opere la lirica provenzale inaugura l'oscuro stile del trobar clus. Moralista rigido e severo riprensore di costumi, nei sirventesi celebri, come quello cosiddetto del Lavador, Marcabru rivela una tempra di poeta energico e originale.
I suoi componimenti, così sovente caratterizzati da un aspro spirito polemico e moraleggiante e da un'estrema varietà del lessico, di soluzioni sintattiche, strofiche e metriche, esercitarono un notevole influsso sui trovatori successivi.
A quanto pare, la sua vena moralizzatrice, misantropa, oltre che misogina, gli ha procurato sia fautori che avversari (i quali alla fine hanno potuto decidere di eliminarlo). I suoi componimenti, o sirventes, denunciano sovente la lascivia delle donne e mostrano una critica spietata dell'amore cortese. Marcabru, in effetti, predilige la gente umile a cui concede volentieri la parola.
Il suo carattere "difficile" lo possiamo capire da quello che scrive in versi
Autore della più antica pastorela mai attestata, L'autrier, jost'una sebissa, Marcabru con questo nuovo genere pone in rilievo la futilità della lussuria, dove la tematica è quella dalla pastorella che osteggia le avances dell'interlocutore, oppure quella della donna che, avendo il marito alle crociate, respinge fermamente i tentativi del seduttore.
Di Marcabru ci resta la più antica tenzone provenzale pervenutaci (1133 ca), in cui l'autore discute con Uc Catola, un altro poeta dell'epoca, sulla natura dell'amore e il declino del comportamento cortese.
Ci sono pervenute anche quattro melodie monofoniche della poesia di Marcabru; inoltre, possono essergli attribuite tre melodie di testi poetici, forse dei contrafacta della sua opera.

## Opere

### Componimenti[13][14]
- [A]d un estrun

#### Cansos
- [Co]ntra [l'i]vern que s'e[n]ansa
- Lanquan fuelhon li boscatge
- Molt dezir l'aura doussana (attribuita in due ms. ad Arnaut de Tintignac)
- En estiu, qan crida⋅l iais (attribuita a Peire d'Auvergne)

#### Cansos de crosada
- Emperaire, per mi mezeis
- Pax in nomine Domini!

#### Pastorelas
- L'autrier, a l'issuda d'abriu
- L'autrer jost'una sebissa

#### Romances
- A la fontana del vergier
- Estornel, cueill ta volada
- Ges l'estornels non s'obli[15] (prosieguo del precedente)

#### Sirventes
- A l'alena del vent doussa
- Al departir del brau tempier
- Al prim comenz de l'invernailh
- El son d'esviat chantaire
- Ans que·l terminis verdei
- Assatz m'es bel el temps essuig
- Auias de chan com enans'e meillura
- Bel m'es qan li rana chanta
- Bel m'es qan s'azombra·ill treilla
- Bel m'es can s'esclarzis l'onda
- Cortesamen vuoill comensar
- D'aiso laus Dieu
- Dirai vos e mon latin
- Dire vos vuoill ses doptanssa
- Doas cuidas a·i compaigner
- Belha m'es la flors d'aguilen (attribuita a Peire d'Auvergne)
- Bel m'es quan la fueill'altana
- Emperaire, per vostre prez
- En abriu, s'esclairo·l riu contra·l Pascor (conteso a Elias Fonsalada)
- Lan qan cor la doussa bisa (conteso a Bernart de Venzac)
- L'iverns vai e∙l temps s'aizina
- Lo vers comenssa
- Lo vers comens cant vei del fau
- Hueymais dey esser alegrans
- Per l'aura freida que guida
- Per savi teing senz doptanza
- Pus la fuelha revirola
- Pois l'inverns d'ogan es anatz
- Pos mos coratges eclarzis (conteso a Bernart de Ventadorn)
- Pus s'enfulleysson li verjan
- Qan l'aura doussana bufa
- Seigner n'Audric (in risposta a Tot a estru di Aldric del Vilar)
- Soudadier, per cui es jovens

#### Sirventes-canso
- Bel m'es cant son li frug madur

#### Tensos
- Amics Marchabrun (tenso con Uc Catola)

## Un Marcabru omonimo
Esiste un altro Marcabru o Marchabru (fl. 1260-1299) trovatore, attivo in Italia, ma posteriore di quasi un secolo e mezzo, di cui si conserva in un manoscritto una cobla (Be for'ab lui aunit lo ric barnatge), databile non prima del 1272.